# Trąbki (Mazovie)
Pour les articles homonymes, voir Trąbki.
Trąbki (prononciation : [ˈtrɔmpki]) est un village polonais de la gmina de Pilawa dans le powiat de Garwolin de la voïvodie de Mazovie dans le centre-est de la Pologne.
Il se situe à environ 5 kilomètres à l'est de Pilawa (siège de la gmina), 7 kilomètres au nord de Garwolin (siège du powiat) et à 51 kilomètres au sud-est de Varsovie (capitale de la Pologne).
Le village possède une population de 2 141 habitants en 2008.

## Histoire
De 1975 à 1998, le village appartenait administrativement à la voïvodie de Siedlce.